# Macruromys
Macruromys é um género de roedor da família Muridae.

## Espécies
- Macruromys elegans Stein, 1933
- Macruromys major Rümmler, 1935